# Florida Georgia Line
Florida Georgia Line ist eine US-amerikanische Country-Band. Das Duo besteht aus Brian Kelley und Tyler Hubbard.

## Bandgeschichte
Hubbard und Kelley begannen beide unabhängig voneinander Gitarre zu spielen, während sie in der High School waren. Dann begegneten sie sich durch einen gemeinsamen Freund während des Besuches der Belmont University in Nashville. 
Ihr Debütalbum Here’s to the Good Times erschien am 4. Dezember 2012. Das Album erreichte die Spitze der amerikanischen Country-Charts und Platz vier der Billboard 200. Ihre erfolgreichste Single in den Billboard Hot 100 war Cruise zusammen mit Rapper Nelly; in den Billboard Country Songs belegte Stay, eine Coverversion von Black Stone Cherry, Platz eins. 2013 wurden sie mit einem ACM Award als „Top New Artist“ ausgezeichnet.

## Diskografie

### Studioalben
| Jahr | Titel                     | Höchstplatzierung, Gesamtwochen, AuszeichnungChartplatzierungen (Jahr, Titel, Platzierungen, Wochen, Auszeichnungen, Anmerkungen) | Höchstplatzierung, Gesamtwochen, AuszeichnungChartplatzierungen (Jahr, Titel, Platzierungen, Wochen, Auszeichnungen, Anmerkungen) | Höchstplatzierung, Gesamtwochen, AuszeichnungChartplatzierungen (Jahr, Titel, Platzierungen, Wochen, Auszeichnungen, Anmerkungen) | Höchstplatzierung, Gesamtwochen, AuszeichnungChartplatzierungen (Jahr, Titel, Platzierungen, Wochen, Auszeichnungen, Anmerkungen) | Anmerkungen                            |
| Jahr | Titel                     | CH | UK | US | Country | Anmerkungen                            |
| ---- | ------------------------- | --- | --- | --- | --- | -------------------------------------- |
| 2012 | Here’s to the Good Times  | — | — | US4 ×2Doppelplatin · (270 Wo.)US                                                                                                  | Country1 (357 Wo.)Country | Erstveröffentlichung: 4. Dezember 2012 |
| 2014 | Anything Goes             | — | — | US1 Platin · (101 Wo.)US | Country1 (119 Wo.)Country | Erstveröffentlichung: 14. Oktober 2014 |
| 2016 | Dig Your Roots            | CH94 (1 Wo.)CH | UK91 (1 Wo.)UK | US2 Platin · (114 Wo.)US | Country1 (168 Wo.)Country | Erstveröffentlichung: 26. August 2016  |
| 2019 | Can’t Say I Ain’t Country | CH52 (1 Wo.)CH | — | US4 Gold · (45 Wo.)US | Country1 (70 Wo.)Country | Erstveröffentlichung: 15. Februar 2019 |
| 2021 | Life Rolls On             | — | — | US21 (28 Wo.)US | Country3 (42 Wo.)Country | Erstveröffentlichung: 12. Februar 2021 |

### EPs
| Jahr | Titel                | Höchstplatzierung, Gesamtwochen, AuszeichnungChartplatzierungen (Jahr, Titel, Platzierungen, Wochen, Auszeichnungen, Anmerkungen) | Höchstplatzierung, Gesamtwochen, AuszeichnungChartplatzierungen (Jahr, Titel, Platzierungen, Wochen, Auszeichnungen, Anmerkungen) | Anmerkungen                           |
| Jahr | Titel                | US | Country | Anmerkungen                           |
| ---- | -------------------- | --- | --- | ------------------------------------- |
| 2012 | It’z Just What We Do | US105 (13 Wo.)US | Country18 (30 Wo.)Country | Erstveröffentlichung: 15. Mai 2012    |
| 2014 | iTunes Session       | US63 (1 Wo.)US | Country11 (1 Wo.)Country | Erstveröffentlichung: 14. Januar 2014 |
| 2018 | Florida Georgia Line | US72 (1 Wo.)US | Country10 (20 Wo.)Country | Erstveröffentlichung: 24. August 2018 |
| 2020 | 6-Pack               | US50 (2 Wo.)US | Country5 (21 Wo.)Country | Erstveröffentlichung: 22. Mai 2020    |

Weitere EPs
- 2010: Anything Like Me

### Singles als Leadmusiker
| Jahr | Titel Album                                                   | Höchstplatzierung, Gesamtwochen, AuszeichnungChartplatzierungen (Jahr, Titel, Album, Platzierungen, Wochen, Auszeichnungen, Anmerkungen) | Höchstplatzierung, Gesamtwochen, AuszeichnungChartplatzierungen (Jahr, Titel, Album, Platzierungen, Wochen, Auszeichnungen, Anmerkungen) | Höchstplatzierung, Gesamtwochen, AuszeichnungChartplatzierungen (Jahr, Titel, Album, Platzierungen, Wochen, Auszeichnungen, Anmerkungen) | Anmerkungen                                                 |
| Jahr | Titel Album                                                   | UK | US | Country | Anmerkungen                                                 |
| --- | ------------------------------------------------------------- | --- | --- | --- | ----------------------------------------------------------- |
| 2012 | Cruise (Remix) Here’s to the Good Times …This Is How We Roll  | UK75 Silber · (1 Wo.)UK | US4 ×4Diamant + Vierfachplatin · (54 Wo.)US                                                                                              | Country1 (66 Wo.)Country | Erstveröffentlichung: 6. August 2012 feat. Nelly            |
| 2013 | Get Your Shine On Here’s to the Good Times                    | — | US27 ×3Dreifachplatin · (20 Wo.)US | Country5 (43 Wo.)Country | Erstveröffentlichung: 21. Januar 2013                       |
| 2013 | Round Here Here’s to the Good Times                           | — | US28 ×2Doppelplatin · (20 Wo.)US | Country3 (31 Wo.)Country | Erstveröffentlichung: 3. Juni 2013                          |
| 2013 | Stay Here’s to the Good Times                                 | — | US28 ×2Doppelplatin · (20 Wo.)US | Country1 (26 Wo.)Country | Erstveröffentlichung: 7. Oktober 2013                       |
| 2014 | This Is How We Roll Here’s to the Good Times (Re-Release)     | — | US15 ×6Sechsfachplatin · (28 Wo.)US | Country1 (38 Wo.)Country | Erstveröffentlichung: 10. Februar 2014 feat. Luke Bryan     |
| 2014 | Dirt Anything Goes                                            | — | US11 ×2Doppelplatin · (20 Wo.)US | Country1 (26 Wo.)Country | Erstveröffentlichung: 8. Juli 2014                          |
| 2014 | Sun Daze Anything Goes                                        | — | US44 Platin · (20 Wo.)US | Country3 (26 Wo.)Country | Erstveröffentlichung: 16. September 2014                    |
| 2015 | Sippin’ on Fire Anything Goes                                 | — | US40 Platin · (20 Wo.)US | Country3 (23 Wo.)Country | Erstveröffentlichung: 16. Februar 2015                      |
| 2015 | Anything Goes                                                 | — | US55 ×2Doppelplatin · (18 Wo.)US | Country6 (27 Wo.)Country | Erstveröffentlichung: 15. Juni 2015                         |
| 2015 | Confession Anything Goes                                      | — | US53 Platin · (20 Wo.)US | Country7 (26 Wo.)Country | Erstveröffentlichung: 3. November 2015                      |
| 2016 | H.O.L.Y. Dig Your Roots                                       | — | US14 ×6Sechsfachplatin · (22 Wo.)US | Country1 (27 Wo.)Country | Erstveröffentlichung: 29. April 2016                        |
| 2016 | May We All Dig Your Roots                                     | — | US30 ×3Dreifachplatin · (20 Wo.)US | Country2 (28 Wo.)Country | Erstveröffentlichung: 15. Juli 2016 feat. Tim McGraw        |
| 2017 | God, Your Mama, and Me Dig Your Roots                         | — | US46 ×2Doppelplatin · (19 Wo.)US | Country4 (30 Wo.)Country | Erstveröffentlichung: 23. Januar 2017 feat. Backstreet Boys |
| 2017 | Smooth Dig Your Roots                                         | — | US89 Gold · (7 Wo.)US | Country16 (20 Wo.)Country | Erstveröffentlichung: 13. August 2017                       |
| 2018 | Simple Can’t Say I Ain’t Country                              | — | US32 ×2Doppelplatin · (20 Wo.)US | Country2 (26 Wo.)Country | Erstveröffentlichung: 1. Juni 2018                          |
| 2018 | Talk You Out of It Can’t Say I Ain’t Country                  | — | US57 ×2Doppelplatin · (26 Wo.)US | Country11 (49 Wo.)Country | Erstveröffentlichung: 5. November 2018                      |
| 2019 | Blessings Can’t Say I Ain’t Country                           | — | US— GoldUS | Country23 (20 Wo.)Country | Erstveröffentlichung: 23. September 2019                    |
| 2020 | I Love My Country 6-Pack                                      | — | US40 Platin · (20 Wo.)US | Country8 (26 Wo.)Country | Erstveröffentlichung: 27. März 2020                         |
| 2020 | Long Live –                                                   | — | US45 Platin · (17 Wo.)US | Country4 (31 Wo.)Country | Erstveröffentlichung: 11. September 2020                    |
| 2021 | Lil Bit Life Rolls On / The Heartland                         | — | US23 ×4Vierfachplatin · (23 Wo.)US | Country3 (39 Wo.)Country | Erstveröffentlichung: 9. Februar 2021 mit Nelly             |
| Folgende Lieder erschienen nicht als Single, wurden aber durch das Album zum Download und Streaming bereitgestellt und konnten somit eine Platzierung erlangen: |                                                               | | | |                                                             |
| |                                                               | | | |                                                             |
| 2012 | Here’s to the Good Times                                      | — | US— GoldUS | Country33 (2 Wo.)Country |                                                             |
| 2013 | Dayum, Baby Here’s to the Good Times                          | — | US— GoldUS | Country49 (3 Wo.)Country | mit Sarah Buxton                                            |
| 2013 | I’m in a Hurry (And Don’t Know Why) Alabama & Friends         | — | — | Country47 (1 Wo.)Country |                                                             |
| 2013 | Take It Out on Me Here’s to the Good Times                    | — | — | Country32 (9 Wo.)Country |                                                             |
| 2013 | Hands on You Here’s to the Good Times                         | — | — | Country33 (2 Wo.)Country |                                                             |
| 2013 | Headphones Here’s to the Good Times                           | — | — | Country39 (1 Wo.)Country |                                                             |
| 2013 | People Back Home Here’s to the Good Times                     | — | — | Country42 (2 Wo.)Country |                                                             |
| 2014 | Friends in Low Places iTunes Session                          | — | — | Country40 (1 Wo.)Country |                                                             |
| 2014 | It’z Just What We Do Here’s to the Good Times                 | — | — | Country48 (1 Wo.)Country |                                                             |
| 2014 | If I Die Tomorrow Nashville Outlaws: A Tribute to Mötley Crüe | — | — | Country33 (1 Wo.)Country |                                                             |
| 2014 | Bumpin’ the Night Anything Goes                               | — | — | Country15 (3 Wo.)Country |                                                             |
| 2016 | Island Dig Your Roots                                         | — | — | Country48 (1 Wo.)Country |                                                             |
| 2016 | Good Girl, Bad Boy Dig Your Roots                             | — | — | Country50 (1 Wo.)Country |                                                             |
| 2016 | Dig Your Roots                                                | — | — | Country38 (1 Wo.)Country |                                                             |
| 2016 | Grow Old Dig Your Roots                                       | — | — | Country44 (1 Wo.)Country |                                                             |
| 2018 | Colorado Can’t Say I Ain’t Country                            | — | — | Country41 (1 Wo.)Country |                                                             |
| 2018 | Sittin’ Pretty Can’t Say I Ain’t Country                      | — | — | Country30 (1 Wo.)Country |                                                             |
| 2018 | People Are Different Can’t Say I Ain’t Country                | — | — | Country40 (2 Wo.)Country |                                                             |
| 2019 | Women Can’t Say I Ain’t Country                               | — | — | Country29 (4 Wo.)Country | feat. Jason Derulo                                          |
| 2019 | Can’t Hide Red Can’t Say I Ain’t Country                      | — | — | Country46 (1 Wo.)Country | feat. Jason Aldean                                          |
| 2020 | Second Guessing 6-Pack                                        | — | — | Country29 (2 Wo.)Country |                                                             |

Weitere Singles
- 2014: Tell Me How You Like It (US: Gold)
- 2014: Party People
- 2014: Good, Good
- 2016: Life Is a Honeymoon
- 2016: Summerland
- 2016: Wish You Were on It
- 2017: Last Day Alive

### Singles als Gastmusiker
| Jahr | Titel Album                                 | Höchstplatzierung, Gesamtwochen, AuszeichnungChartplatzierungen (Jahr, Titel, Album, Platzierungen, Wochen, Auszeichnungen, Anmerkungen) | Höchstplatzierung, Gesamtwochen, AuszeichnungChartplatzierungen (Jahr, Titel, Album, Platzierungen, Wochen, Auszeichnungen, Anmerkungen) | Höchstplatzierung, Gesamtwochen, AuszeichnungChartplatzierungen (Jahr, Titel, Album, Platzierungen, Wochen, Auszeichnungen, Anmerkungen) | Höchstplatzierung, Gesamtwochen, AuszeichnungChartplatzierungen (Jahr, Titel, Album, Platzierungen, Wochen, Auszeichnungen, Anmerkungen) | Höchstplatzierung, Gesamtwochen, AuszeichnungChartplatzierungen (Jahr, Titel, Album, Platzierungen, Wochen, Auszeichnungen, Anmerkungen) | Höchstplatzierung, Gesamtwochen, AuszeichnungChartplatzierungen (Jahr, Titel, Album, Platzierungen, Wochen, Auszeichnungen, Anmerkungen) | Anmerkungen                                                                                         |
| Jahr | Titel Album                                 | DE | AT | CH | UK | US | Country | Anmerkungen                                                                                         |
| --- | ------------------------------------------- | --- | --- | --- | --- | --- | --- | --------------------------------------------------------------------------------------------------- |
| 2013 | The South Bury Me in My Boots               | — | — | — | — | — | Country32 (20 Wo.)Country | The Cadillac Three feat. Dierks Bentley, Florida Georgia Line and Mike Eli                          |
| 2017 | Let Me Go –                                 | DE78 Gold · (7 Wo.)DE | AT52 (9 Wo.)AT | CH60 (17 Wo.)CH | UK30 Platin · (26 Wo.)UK | US40 Platin · (22 Wo.)US | — | Erstveröffentlichung: 8. September 2017 Hailee Steinfeld & Alesso feat. Florida Georgia Line & Watt |
| 2017 | Up Down If I Know Me                        | — | — | — | — | US49 ×5Fünffachplatin · (20 Wo.)US | Country5 (37 Wo.)Country | Erstveröffentlichung: 20. Oktober 2017 Morgan Wallen feat. Florida Georgia Line                     |
| 2017 | Meant to Be All Your Fault: Pt. 2           | DE57 Gold · (16 Wo.)DE | AT49 (16 Wo.)AT | CH34 Gold · (30 Wo.)CH | UK11 ×2Doppelplatin · (28 Wo.)UK | US2 Diamant + Platin · (52 Wo.)US | Country1 (71 Wo.)Country | Erstveröffentlichung: 24. Oktober 2017 Bebe Rexha feat. Florida Georgia Line                        |
| 2020 | Drinkin’ Beer. Talkin’ God. Amen. The Album | — | — | — | — | US24 Platin · (20 Wo.)US | Country3 (26 Wo.)Country | Erstveröffentlichung: 30. November 2020 Chase Rice feat. Florida Georgia Line                       |
| 2021 | Thank You Lord –                            | — | — | — | — | US— GoldUS | Country37 (8 Wo.)Country | Erstveröffentlichung: 2021 Chris Tomlin feat. Thomas Rhett & Florida Georgia Line                   |
| Folgende Lieder erschienen nicht als Single, wurden aber durch das Album zum Download und Streaming bereitgestellt und konnten somit eine Platzierung erlangen: |                                             | | | | | | | |
| |                                             | | | | | | | |
| 2012 | Summer Jam Endless Summer                   | — | — | — | — | — | Country35 (1 Wo.)Country | Jake Owen feat. Florida Georgie Line                                                                |

## Auszeichnungen für Musikverkäufe
| Goldene Schallplatte - Australien - 2019: für die Single Simple - 2019: für die Single May We All - 2019: für die Single H.O.L.Y. - Belgien - 2018: für die Single Meant to Be - Dänemark - 2019: für die Single Let Me Go - Frankreich - 2023: für die Single Meant to Be - Italien - 2018: für die Single Meant to Be - Kanada - 2021: für die Single Long Live - Portugal - 2018: für die Single Let Me Go - Spanien - 2023: für die Single Meant to Be - 2024: für die Single Let Me Go Platin-Schallplatte - Australien - 2019: für die Single This Is How We Roll - Dänemark - 2019: für die Single Meant to Be - Italien - 2019: für die Single Let Me Go - Kanada - 2014: für das Album Here’s to the Good Times - 2016: für das Album Anything Goes - 2020: für das Album Can’t Say I Ain’t Country - Neuseeland - 2021: für die Single Cruise - Niederlande - 2018: für die Single Meant to Be - Polen - 2021: für die Single Meant to Be - Portugal - 2022: für die Single Meant to Be | 2× Platin-Schallplatte - Australien - 2019: für die Single Cruise - Brasilien - 2024: für die Single Let Me Go - Kanada - 2013: für die Single Cruise - 2019: für die Single Simple - Schweden - 2018: für die Single Let Me Go - 2018: für die Single Meant to Be 3× Platin-Schallplatte - Kanada - 2021: für die Single Up Down - Norwegen - 2020: für die Single Meant to Be 4× Platin-Schallplatte - Kanada - 2018: für die Single Let Me Go - 2023: für die Single Lil Bit - Neuseeland - 2023: für die Single Let Me Go 5× Platin-Schallplatte - Australien - 2020: für die Single Let Me Go 7× Platin-Schallplatte - Neuseeland - 2025: für die Single Meant to Be 8× Platin-Schallplatte - Australien - 2021: für die Single Meant to Be Diamantene Schallplatte - Brasilien - 2019: für die Single Meant to Be - Kanada - 2020: für die Single Meant to Be |

Anmerkung: Auszeichnungen in Ländern aus den Charttabellen bzw. Chartboxen sind in ebendiesen zu finden.
| Land/RegionAuszeichnungen für Musikverkäufe (Land/Region, Auszeichnungen, Verkäufe, Quellen) | Silber  | Gold       | Platin         | Diamant     | Verkäufe   | Quellen                 |
| -------------------------------------------------------------------------------------------- | ------- | ---------- | -------------- | ----------- | ---------- | ----------------------- |
| Australien (ARIA)                                                                            | —       | 3× Gold3   | 16× Platin16   | —           | 1.225.000  | aria.com.au             |
| Belgien (BRMA)                                                                               | —       | Gold1      | —              | —           | 15.000     | ultratop.be             |
| Brasilien (PMB)                                                                              | —       | —          | 2× Platin2     | Diamant1    | 240.000    | pro-musicabr.org.br BR2 |
| Dänemark (IFPI)                                                                              | —       | Gold1      | Platin1        | —           | 135.000    | ifpi.dk                 |
| Deutschland (BVMI)                                                                           | —       | 2× Gold2   | —              | —           | 400.000    | musikindustrie.de       |
| Frankreich (SNEP)                                                                            | —       | Gold1      | —              | —           | 100.000    | snepmusique.com         |
| Italien (FIMI)                                                                               | —       | Gold1      | Platin1        | —           | 75.000     | fimi.it                 |
| Kanada (MC)                                                                                  | —       | Gold1      | 18× Platin18   | Diamant1    | 2.280.000  | musiccanada.com         |
| Neuseeland (RMNZ)                                                                            | —       | —          | 12× Platin12   | —           | 360.000    | radioscope.co.nz NZ2    |
| Niederlande (NVPI)                                                                           | —       | —          | Platin1        | —           | 80.000     | nvpi.nl                 |
| Norwegen (IFPI)                                                                              | —       | —          | 3× Platin3     | —           | 180.000    | ifpi.no                 |
| Polen (ZPAV)                                                                                 | —       | —          | Platin1        | —           | 50.000     | olis.pl                 |
| Portugal (AFP)                                                                               | —       | Gold1      | Platin1        | —           | 15.000     | Einzelnachweise         |
| Schweden (IFPI)                                                                              | —       | —          | 4× Platin4     | —           | 320.000    | sverigetopplistan.se    |
| Schweiz (IFPI)                                                                               | —       | Gold1      | —              | —           | 10.000     | hitparade.ch            |
| Spanien (Promusicae)                                                                         | —       | 2× Gold2   | —              | —           | 60.000     | elportaldemusica.es     |
| Vereinigte Staaten (RIAA)                                                                    | —       | 7× Gold7   | 57× Platin57   | 2× Diamant2 | 80.500.000 | riaa.com                |
| Vereinigtes Königreich (BPI)                                                                 | Silber1 | —          | 3× Platin3     | —           | 2.000.000  | bpi.co.uk               |
| Insgesamt                                                                                    | Silber1 | 21× Gold21 | 120× Platin120 | 4× Diamant4 |            |                         |

## Künstlerauszeichnungen
| Jahr | Auszeichnung                       | Kategorie                       |
| ---- | ---------------------------------- | ------------------------------- |
| 2013 | CMT Music Awards                   | Duo Video of the Year           |
| 2013 | CMT Music Awards                   | Breakthrough Video of the Year  |
| 2013 | Country Music Association Awards   | Vocal Duo of the Year           |
| 2013 | Country Music Association Awards   | Single of the Year              |
| 2013 | American Music Awards              | Single of the Year              |
| 2014 | Billboard Music Awards             | Top Country Song                |
| 2014 | CMT Music Awards                   | Duo Video of the Year           |
| 2014 | CMT Music Awards                   | Collaborative Video of the Year |
| 2014 | Teen Choice Awards                 | Choice Country Song             |
| 2014 | Canadian Country Music Association | Top Selling Album               |